# Empty Sky
Empty Sky är den brittiska musikern Elton Johns debutalbum som släpptes den 6 juni 1969 i Storbritannien och i USA först den 13 januari 1975. På albumet spelar Elton alla pianoinstrument själv, något som han sedan inte gjorde förrän på Too Low for Zero. Albumet är det enda inom Eltons tidiga karriär som inte producerades av Gus Dudgeon.

## Låtlista
Alla låtar är skrivna av Elton John och Bernie Taupin.
1. "Empty Sky" – 8:28
2. "Val-Hala" – 4:12
3. "Western Ford Gateway" – 3:16
4. "Hymn 2000" – 4:29
5. "Lady What's Tomorrow" – 3:10
6. "Sails" – 3:45
7. "The Scaffold" – 3:18
8. "Skyline Pigeon" – 3:37
9. "Gulliver/Hay Chewed/Reprise" – 6:59